# 莱佛士猪笼草
莱佛士猪笼草:63-64（学名：Nepenthes rafflesiana）得名于斯坦福·莱佛士。其分布极为广泛，包括婆罗洲、苏门答腊、西马来西亚和新加坡。已描述的莱佛士猪笼草的变型和变种是猪笼草属中最多的。仅在婆罗洲就至少有3种不同的变种。莱佛士猪笼草的巨型变型的捕虫笼大小可与马来王猪笼草（N. rajah）相媲美。

## 植物学史
1819年，威廉·杰克博士（Dr. William Jack）发现了莱佛士猪笼。并在《柯蒂斯植物学杂志》上刊登了威廉·杰克博士从新加坡寄来的信，他这样写道：
|  | 来到位于马六甲海峡附近的群岛上，无法想象还有什么地方能比新加坡更美丽。镜子般的海面上镶嵌着覆盖茂密森林的小岛，它们都沐浴在明媚的阳光下……我恰巧看到了斧头是怎么做成，还获得许多有趣的发现，特别是两种新的猪笼草（莱佛士猪笼草和苹果猪笼草）。它们的美丽远超过了其他欧洲已知物种。我对他们进行全面的描述，并画了两张配图。莱佛士爵士十分的着急，他认为我们应该想方设法把我们的发现发表出去。他建议应这些新种寄回国，使得在国内的人也能看到它的美丽，并能引起那边人们对苏门答腊植物的重视。 |

在那时，莱佛士猪笼草是当时所知的猪笼草属中体型最大的物种。1850年的《园丁与农夫杂志》（Gardener's and Farmer's Journal）中，对莱佛士猪笼草进行了这样的描述：
|  | 无论谁看到这个植物都一定会想这肯定是植物王国里最令人惊叹的植物之一。其捕虫笼令人无法忘记；它是猪笼草属中最大最宏伟的物种，远远超过其他欧洲已知的物种。 |

## 形态特征

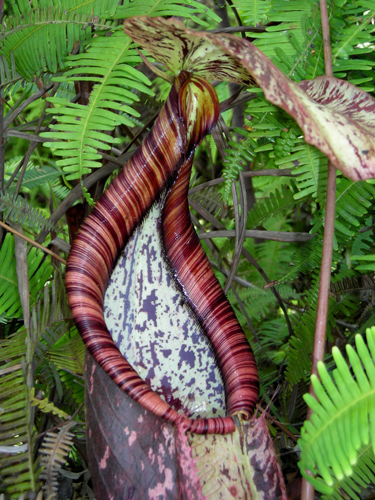
莱佛士猪笼草下位笼唇的特写照

莱佛士猪笼草为藤本植物。茎可长达15米，直径可达10毫米。节间距最长达20厘米。笼蔓最长可超过110厘米。
莱佛士猪笼草的下位笼呈球状，具发达的笼翼。下位笼的高度很少超过20厘米，但莱佛士猪笼草的巨型变型的高度也可达35厘米，宽至15厘米。上位笼呈漏斗状，唇的前端凸出。这两种捕虫笼都有超过3cm的细长唇颈。
捕虫笼的颜色丰富，可为暗紫色至几乎全白。莱佛士猪笼草典型变型的下位笼为浅绿色且带有紫色斑点，上位笼则为奶油色。
莱佛士猪笼草的花序为总状花序，长16至70厘米。花为红色或紫色。每个花梗通常只带一个朵花，偶尔带两朵。
幼苗具棕色或白色且容易脱落的长毛，成株则仅在花序上具一些稀疏的棕色短毛，但也可能完全无毛。

## 原生地

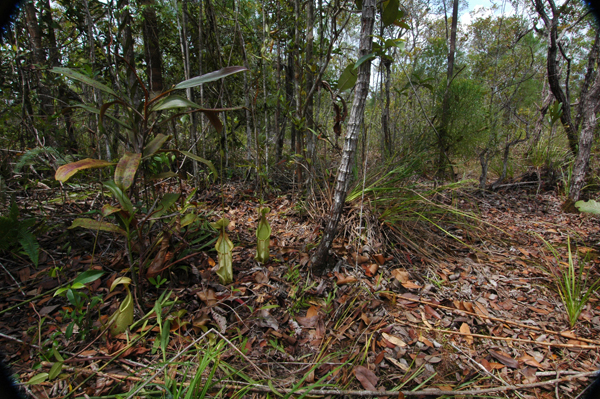
莱佛士猪笼草的典型原生地

莱佛士猪笼草为分布广泛的低地猪笼草。其常见于婆罗洲和廖内群岛，但在西马来西亚和苏门答腊分布局限。在西马来西亚仅于东南地区分别广泛，特别是在柔佛州相当充裕。而在苏门答腊莱佛士猪笼草仅存在于因陀罗补罗到巴鲁斯（Barus）之间的西部海岸。其也分布于周围一些小型岛屿，包括邦加島、纳闽岛、大納土納島及林加群島。
莱佛士猪笼草一般生长于开阔的砂质潮湿地区中。也曾在巽他荒原森林、次生林、泥炭沼泽森林边缘、石楠林和海边的悬崖发现过莱佛士猪笼草。其海拔分布范围为0至1200米或至1500米的地区。

## 种下类群
由于莱佛士猪笼草分布广泛，所以莱佛士猪笼草的捕虫笼无论是在形状或颜色方面都存在很大差异。以下为已被描述的莱佛士猪笼草种下类群。其中大部分在现在已被认为是非正式的。原被非正式描述为长莱佛士猪笼草的类群在2011年被描述为巴兰猪笼草（N. baramensis），现被置于赫姆斯利猪笼草（N. hemsleyana）下。
- Nepenthes rafflesiana f. alba Hort.Westphal (2000) nom.nud.
- Nepenthes rafflesiana var. alata J.H.Adam & Wilcock (1990)
- Nepenthes rafflesiana var. ambigua Beck (1895)[11]
- Nepenthes rafflesiana var. elongata Hort.Kew ex Dyer (1897) nom.nud. [=N. hemsleyana][9][10]
- Nepenthes rafflesiana var. excelsior (Hort.Williams) Beck (1895)[11][=(N. ampullaria × N. rafflesiana) × N. rafflesiana]
- Nepenthes rafflesiana var. glaberrima Hook.f. (1873)[12]
- Nepenthes rafflesiana var. hookeriana (auct. non Low: Hort.Veitch ex Mast.) Becc. (1886) [=N. × hookeriana]
- Nepenthes rafflesiana var. insignis Mast. (1882)
- Nepenthes rafflesiana var. longicirrhosa Tamin & M.Hotta in M.Hotta (1986) nom.nud. [=N. longifolia][4][13]
- Nepenthes rafflesiana var. minor Becc. (1886)
- Nepenthes rafflesiana var. nigropurpureaMast. (1882)
- Nepenthes rafflesiana var. nivea Hook.f. (1873)[12]
- Nepenthes rafflesiana var. pallida Hort.Veitch ex Burb. (1883) [=(N. khasiana × N. gracilis) × N. rafflesiana]
- Nepenthes rafflesiana var. striata Hort. ex Teijsm. (1859)[14]nom.nud.
- Nepenthes rafflesiana var. subglandulosa J.H.Adam & Hafiza (2006)[15][=N. hemsleyana][10]
- Nepenthes rafflesiana var. typica Beck (1895)[11]nom.illeg.
- Nepenthes rafflesiana var. viridis Hort. ex Teijsm. (1859)[14]nom.nud.
- Nepenthes rafflesiana var. vittata Lauffenburger (1995) nom.nud.
- Nepenthes rafflesiana "glaberrima" Burb. (1880)[16][=N. hemsleyana][10]

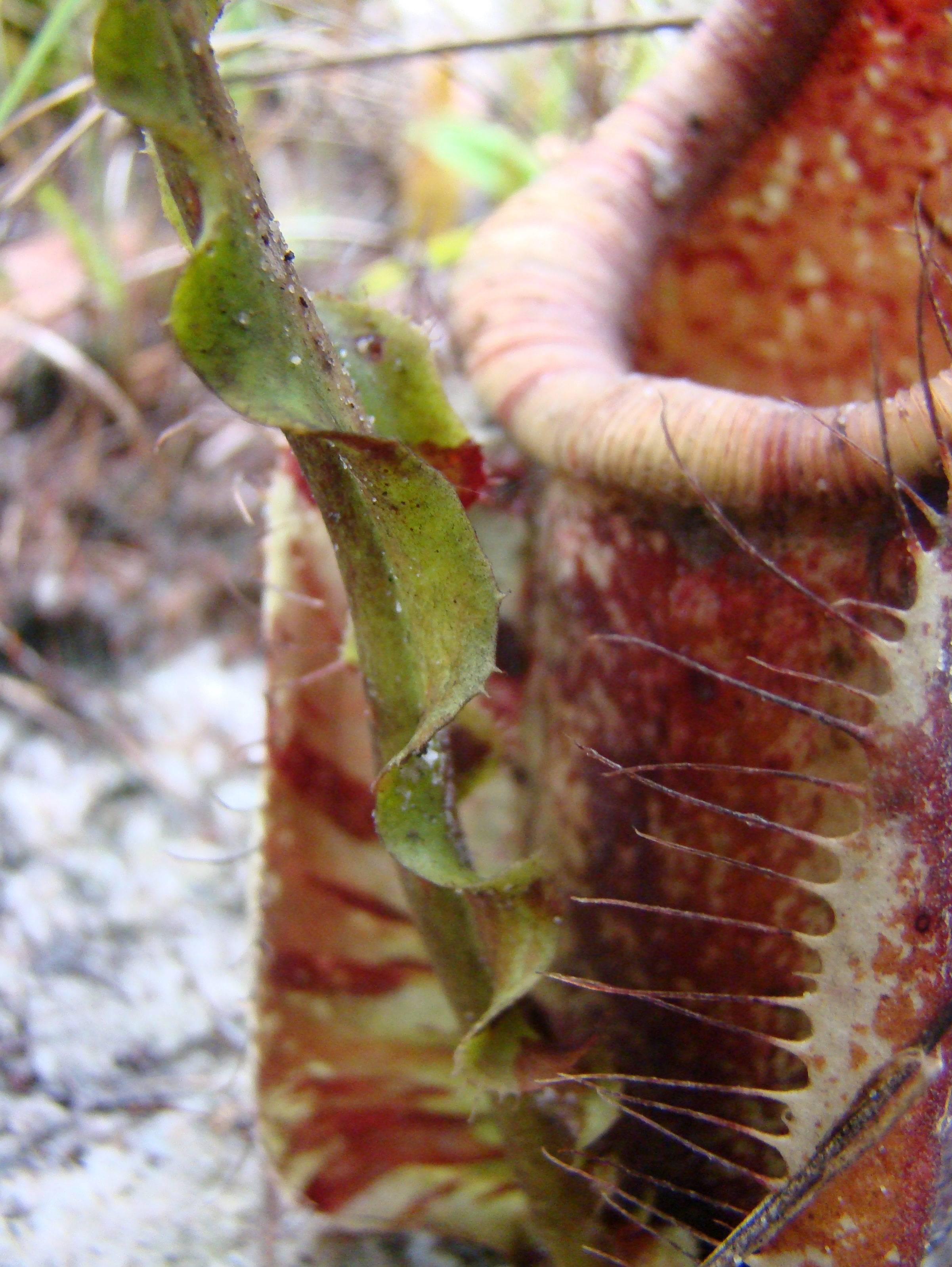
莱佛士猪笼草的下位笼，示其具翼的笼蔓
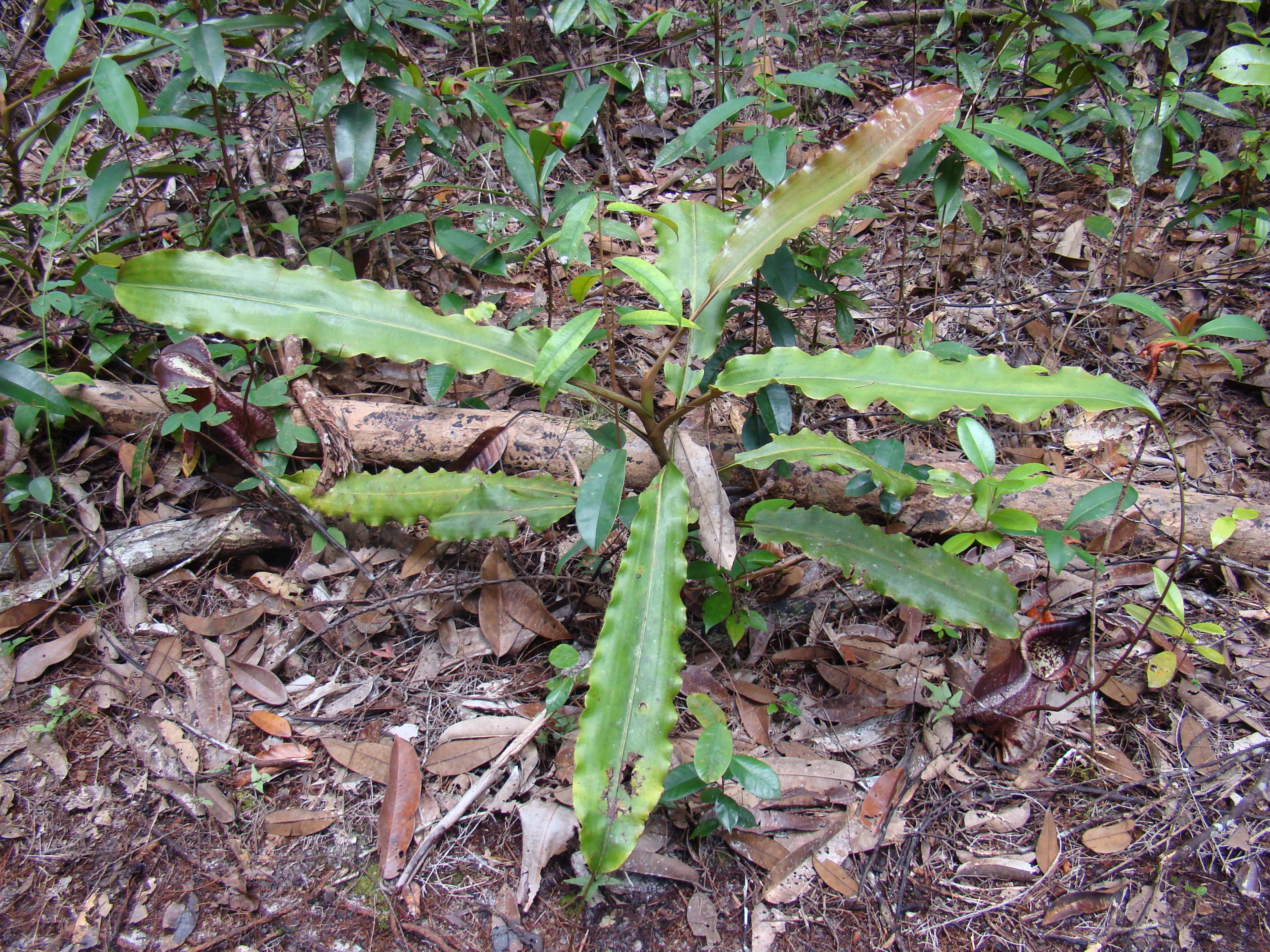
莱佛士猪笼草巨型变型，示其边缘呈波浪状的叶片
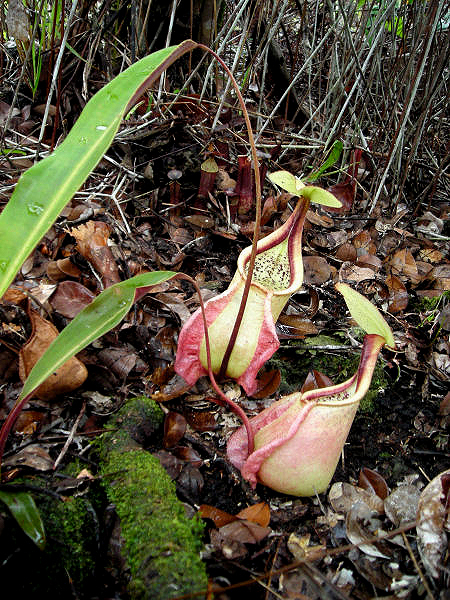
浅色捕虫笼莱佛士猪笼草变种的下位笼

### 巨型变型
莱佛士猪笼草巨型变型（N. rafflesiana f. gigantea）存在于婆罗洲西北海岸的一些相互分离的地区，及古晋以西110公里的海滨小镇三马丹（Sematan）。该变型典型的原生地茂密的石楠森林，特别是植被边缘的地区。
莱佛士猪笼草巨型的方方面面都比普通的莱佛士猪笼草更大。其茎可攀至15米的高处。叶片长度可达典型变型的2.5倍。下位笼可高达35厘米，宽至15厘米，容积可达到1升。其捕虫笼的颜色多种多样，可为白底红斑至深紫色。上位笼可能为全绿或带斑点。花序也很巨大，可长达1米。花梗可达1.5厘米，具暗红色的花被片。
除了大小之外，莱佛士猪笼草巨型变型的发育中叶片也与典型变型不同，其叶片具 深红棕色光泽。人工种植的莱佛士猪笼草巨型变型也具有这样的特征，所以其并非由特殊的环境因素造成的。
曾记录到野外的莱佛士猪笼草巨型变型捕获老鼠。

## 相关物种
莱佛士猪笼草与贝卡利猪笼草、长叶猪笼草和苏门答腊猪笼草之间存在着密切的近缘关系。
2001年，查尔斯·克拉克对来自苏门答腊岛和西马来西亚的猪笼草进行了分支系统学分析，共利用了70个形态特征。莱佛士猪笼草被归入“第5分支”。其中苏门答腊猪笼草与莱佛士猪笼草的相关性达58%。贝卡利猪笼草未被包括在该研究中。贝卡利猪笼草未被包含于该研究中。
|  | 长叶猪笼草 |
|  |            |

| 58% | \| \| 莱佛士猪笼草 \| \| \| \| \| \| 苏门答腊猪笼草 \| \| \| \| |
|     | \| \| 莱佛士猪笼草 \| \| \| \| \| \| 苏门答腊猪笼草 \| \| \| \| |
|     | 莱佛士猪笼草                                                    |
|     |                                                                 |
|     | 苏门答腊猪笼草                                                  |
|     |                                                                 |

|  | 莱佛士猪笼草   |
|  |                |
|  | 苏门答腊猪笼草 |
|  |                |

|  | 长叶猪笼草 |
|  |            |

| 58% | \| \| 莱佛士猪笼草 \| \| \| \| \| \| 苏门答腊猪笼草 \| \| \| \| |
|     | \| \| 莱佛士猪笼草 \| \| \| \| \| \| 苏门答腊猪笼草 \| \| \| \| |
|     | 莱佛士猪笼草                                                    |
|     |                                                                 |
|     | 苏门答腊猪笼草                                                  |
|     |                                                                 |

|  | 莱佛士猪笼草   |
|  |                |
|  | 苏门答腊猪笼草 |
|  |                |

|  | 长叶猪笼草 |
|  |            |

| 58% | \| \| 莱佛士猪笼草 \| \| \| \| \| \| 苏门答腊猪笼草 \| \| \| \| |
|     | \| \| 莱佛士猪笼草 \| \| \| \| \| \| 苏门答腊猪笼草 \| \| \| \| |
|     | 莱佛士猪笼草                                                    |
|     |                                                                 |
|     | 苏门答腊猪笼草                                                  |
|     |                                                                 |

|  | 莱佛士猪笼草   |
|  |                |
|  | 苏门答腊猪笼草 |
|  |                |

|  | 长叶猪笼草 |
|  |            |

| 58% | \| \| 莱佛士猪笼草 \| \| \| \| \| \| 苏门答腊猪笼草 \| \| \| \| |
|     | \| \| 莱佛士猪笼草 \| \| \| \| \| \| 苏门答腊猪笼草 \| \| \| \| |
|     | 莱佛士猪笼草                                                    |
|     |                                                                 |
|     | 苏门答腊猪笼草                                                  |
|     |                                                                 |

|  | 莱佛士猪笼草   |
|  |                |
|  | 苏门答腊猪笼草 |
|  |                |

莱佛士猪笼草与苏门答腊猪笼草的主要区别在于其下位笼唇的结构不同。苏门答腊猪笼草下位笼的唇齿不明显，而莱佛士猪笼草反之。莱佛士猪笼草具细长的唇颈，而苏门答腊猪笼草则无。苏门答腊猪笼草的下位笼通体为卵形，而莱佛士猪笼草下位笼的上半部为圆柱形。此外，苏门答腊猪笼草的叶片较窄，具棕色短毛。

## 自然杂交种
- N. albomarginata × N. rafflesiana[18][19]
- N. ampullaria × N. rafflesiana [=N. × hookeriana][17][20][21]
- ? (N. ampullaria × N. rafflesiana) × N. mirabilis [=N. × hookeriana × N. mirabilis][18]
- N. bicalcarata × N. rafflesiana[17]
- ? (N. bicalcarata × N. rafflesiana) × N. mirabilis var. echinostoma[17]
- N. clipeata × N. rafflesiana[22]
- N. gracilis × N. rafflesiana[17][23][24]
- N. hemsleyana × N. rafflesiana[10]
- N. mirabilis × N. rafflesiana[17]（包括N. mirabilis var. echinostoma × N. rafflesiana）[2]:87[22]

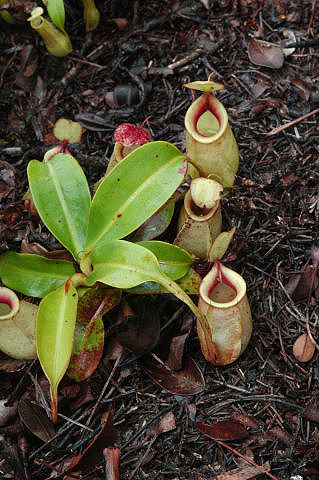
N. ampullaria × N. rafflesiana
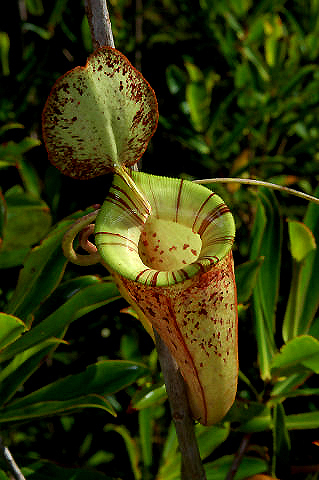
N. ampullaria × N. rafflesiana
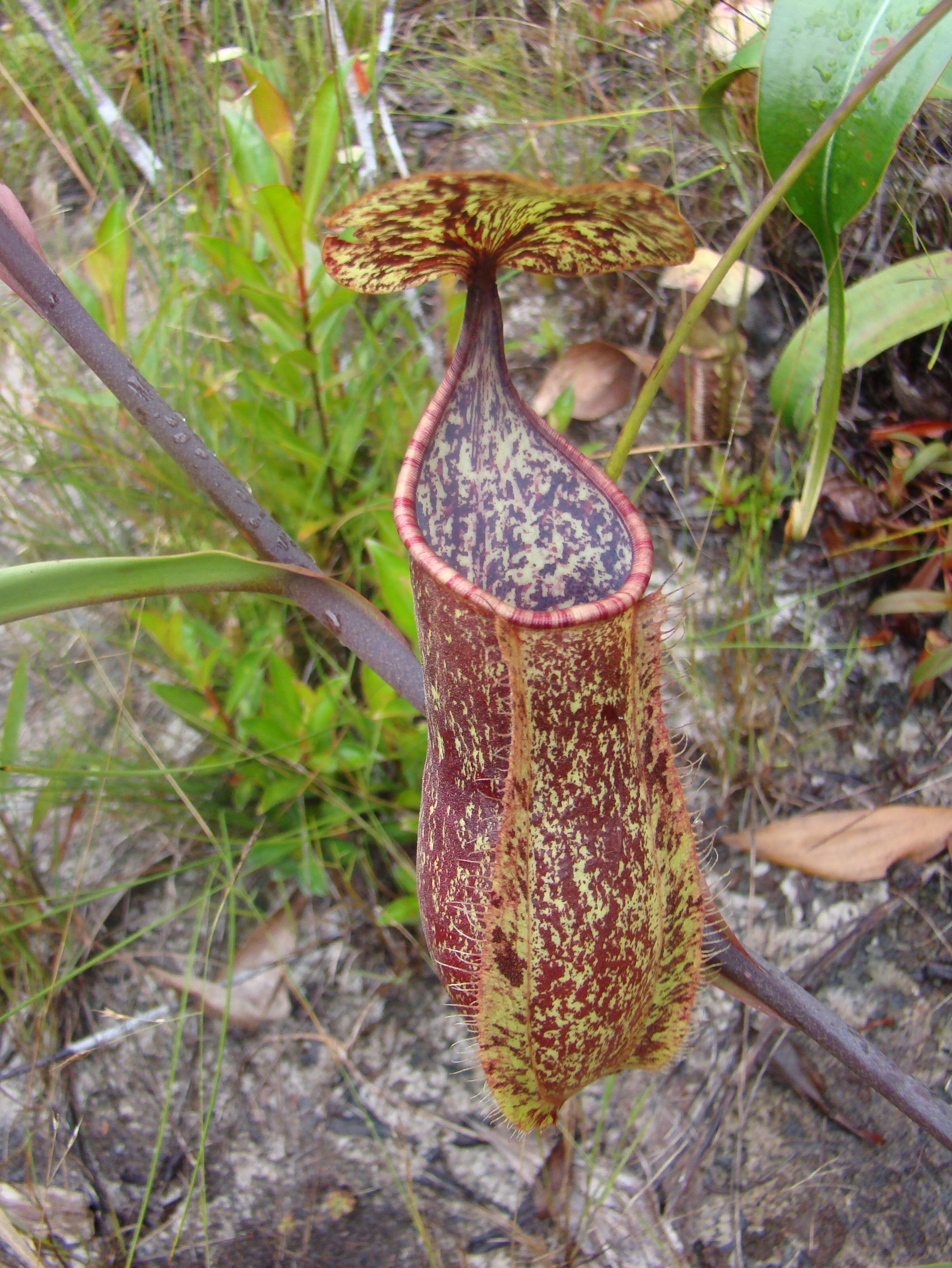
N. gracilis × N. rafflesiana
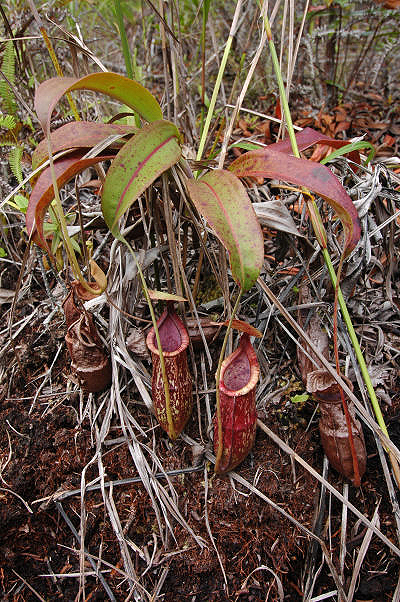
N. mirabilis × N. rafflesiana
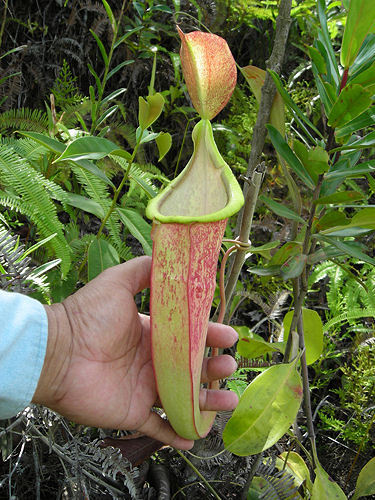
N. mirabilis × N. rafflesiana
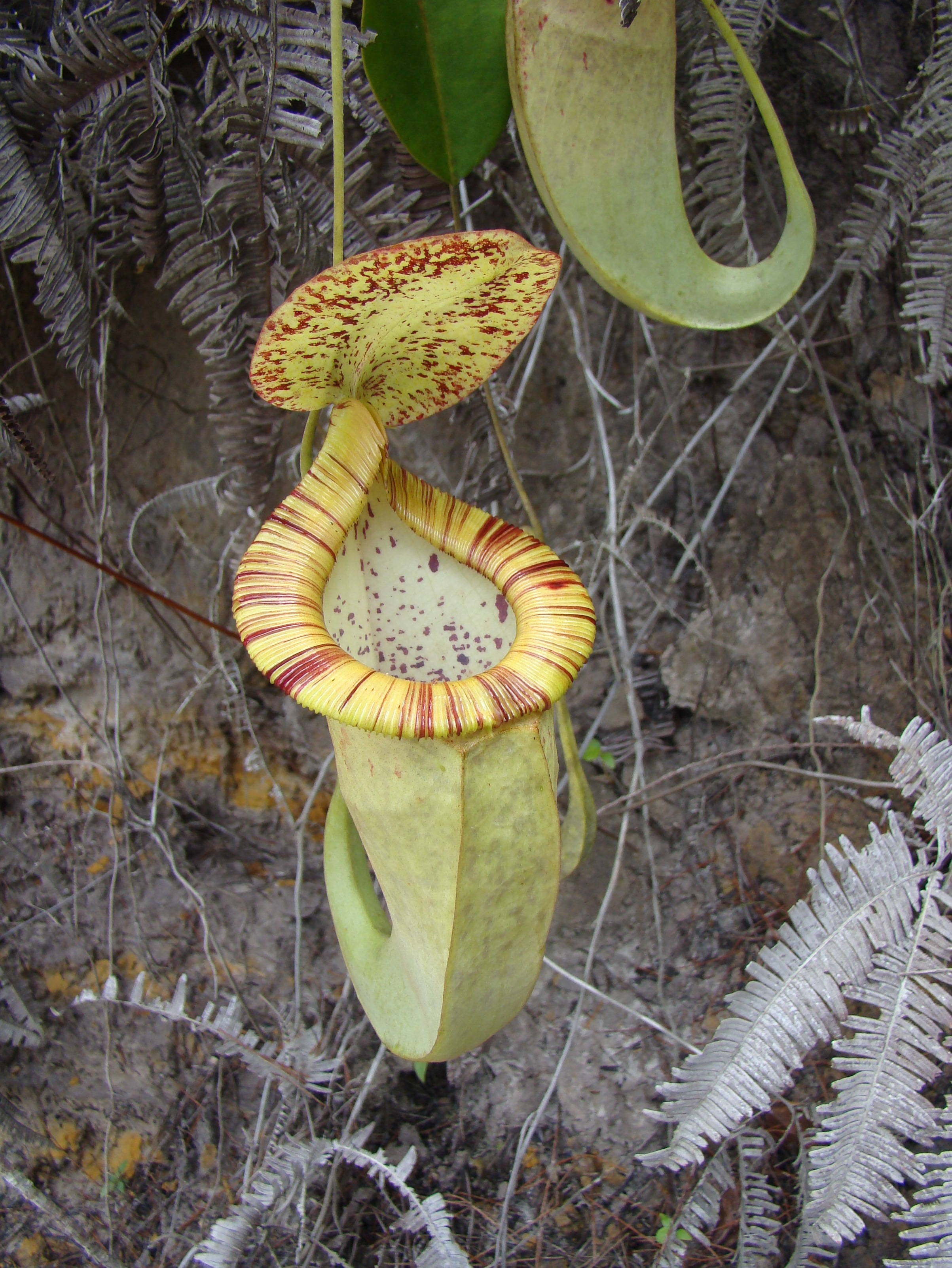
N. mirabilis var. echinostoma × N. rafflesiana

## 扩展阅读
- 食虫植物照片搜寻引擎中莱佛士猪笼草的照片 （页面存档备份，存于）
- 食虫植物照片搜寻引擎中翼状莱佛士猪笼草的照片 （页面存档备份，存于）
- 食虫植物照片搜寻引擎中巨大莱佛士猪笼草的照片 （页面存档备份，存于）
- 食虫植物照片搜寻引擎中白莱佛士猪笼草的照片 （页面存档备份，存于）
- （法文） Gaume, L. N.d. Piège viscoélastique Archive.today的存檔，存档日期2013-02-13. [videos] UMR AMAP.

 维基共享资源上的相關多媒體資源：莱佛士猪笼草
 維基物種上的相關：莱佛士猪笼草
 英語维基文库中与本条目相关的原始文献：《柯蒂斯植物学杂志》73期4285